# Scelidosaurus
 (décembre 2010).
Si vous disposez d'ouvrages ou d'articles de référence ou si vous connaissez des sites web de qualité traitant du thème abordé ici, merci de compléter l'article en donnant les références utiles à sa vérifiabilité et en les liant à la section « Notes et références ».
Genre
Espèce
Scelidosaurus (Scélidosaure en français, du grec ancien signifiant « lézard à la jambe remarquable ») est un genre de dinosaure ornithischien herbivore quadrupède de l'infra-ordre des ankylosauriens. Il a vécu au début du Jurassique, 200 millions d’années avant notre ère.
Une seule espèce est connue : Scelidosaurus harrisonii.

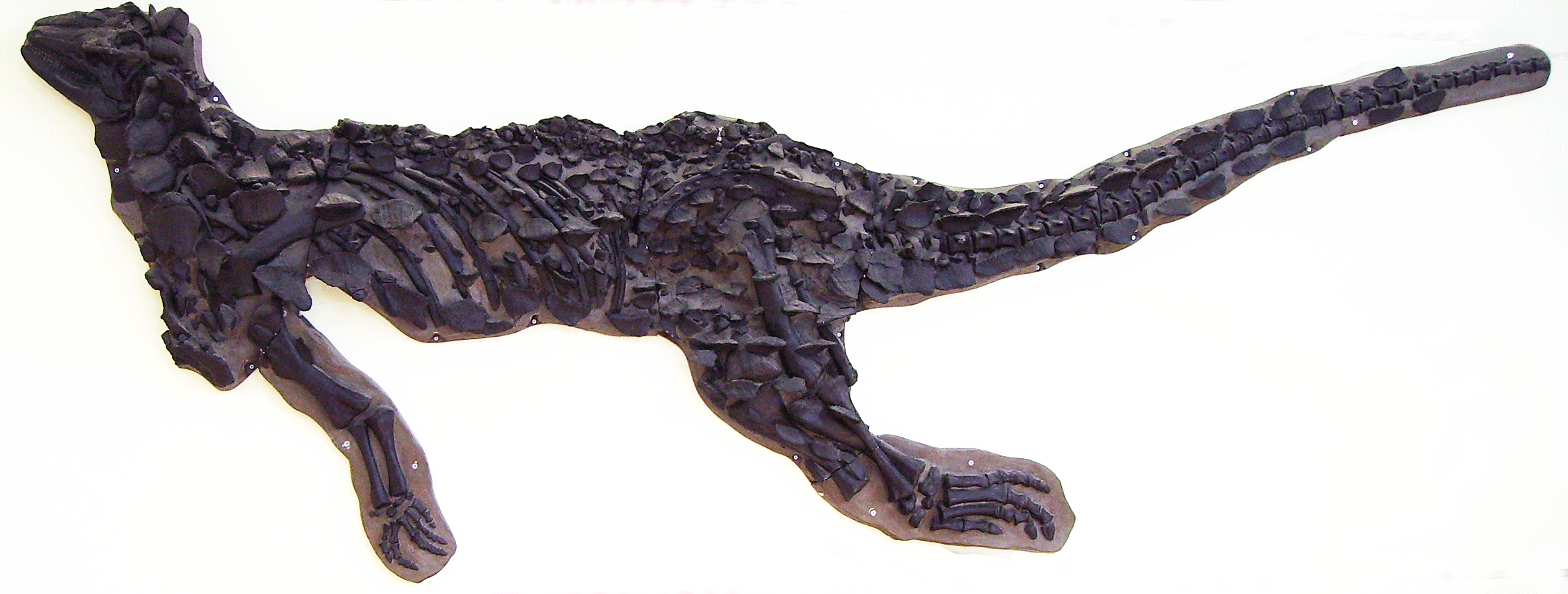
Squelette de Scelidosaurus

## Description
Apparenté aux Thyreophora, il en est un représentant primitif. Il est vraisemblablement apparenté aux Ankylosauridae, mais certains paléontologues pensent qu'il serait la forme primitive des Stegosauridae, d'autres pensent même qu'il serait apparenté aux 2 familles. Long de 4 m et pesant 250 kg, son dos, son cou et sa queue étaient cuirassés par des plaques et des piquants osseux qui évoquent ceux des ankylosaures, en moins développés. De petites écailles hexagonales remplissaient les espaces entre les plaques osseuses.

## Mode de vie
Il vivait probablement près de la mer et se nourrissait essentiellement de plantes basses qu'il tranchait facilement grâce à ses petites dents en forme de feuilles qui avaient quelques grandes crénelures sur les bords. Il était cependant capable de se redresser sur son arrière-train. Sa mâchoire peu évoluée, terminée par un bec, était pourvue de dents mais ne pouvait effectuer que de simples mouvements verticaux. Il se déplaçait lentement et se protégeait sans doute des prédateurs en se plaquant contre le sol, où son dos fournissait une protection efficace.
On a retrouvé des spécimens de Scelidosaurus en Amérique du Nord (Arizona), en Angleterre et au Tibet.